# Municipio de Frontera
El municipio de Frontera es uno de los treinta y ocho municipios en que se divide el estado mexicano de Coahuila. Forma parte de la Zona Metropolitana de Monclova. Según el II Conteo de Población y Vivienda aplicado en el 2015 por el Instituto Nacional de Estadística y Geografía, tiene una población de 80,991 habitantes. Se localiza en las coordenadas 101°27´9” longitud oeste y 26°55´36” latitud norte.

## Historia
El nombre del municipio fue elegido por algunos vecinos tomando en cuenta las siguientes causas: La colonia americana que en ese entonces era la única existente, estaba habitada por extranjeros; en el hotel Internacional se hospedaban los visitantes que en su mayoría eran de otras partes del mundo, los cuales venían en el ferrocarril construido en ese entonces. Como consecuencia, al ver extranjeros por doquier, creyeron vivir en la frontera, por lo cual se denominó así a este municipio. 
El Ferrocarril siempre ha sido emblemático para este municipio, incluso le llaman Frontera ciudad rielera, antes se utilizaba como transporte para personas y carga, pero a partir de 1992 inicia su privatización y ya no es posible que las personas se transporten en él, quedando incomunicados Ejidos y comunidades lejanas, afectando incluso la economía fronterense. 
El escudo de ciudad Frontera es un escudo histórico moderno, de uso actual de acuerdo a la clasificación universal de escudos. 
Su primer partición de color amarillo representa el sol ardiente y el clima cálido de este lugar, dentro de ésta se encuentra en la parte de arriba tres estrellas con tres fechas (1893, 1927 y 1965), de color negro que representa respectivamente el año de fundación como pueblo, el año en que se constituyó como municipio y el año en que se elevó a categoría de ciudad, y en la parte de abajo el nombre actual del municipio: "FRONTERA, COAHUILA". 
Internamente en la partición de arriba, lado izquierdo, se encuentra el histórico hotel Internacional que fue construido en el año de 1900 e inaugurado en 1902, este hotel fue el cuartel general de toma de decisiones del Ejército Constitucionalista comandado por don Venustiano Carranza durante la Revolución Mexicana. 
En la parte superior derecha, se localiza la figura de un edificio con chimeneas, una torre para transmisión de energía eléctrica y un engrane, todo esto representa el grupo de industrias que están instaladas en este municipio, además al fondo encontramos dos lomas representando los alrededores de esta ciudad. 
En toda la parte inferior del escudo se observa la imagen de una locomotora tipo "Mogul" modelo 1893 montada sobre rieles representando el folklore que más caracteriza a esta ciudad con los Ferrocarriles Nacionales de México; en sus lados observamos el suelo y lomas propios de Frontera y la tierra en que está asentado el municipio, además, y en esta misma parte, al lado izquierdo encontramos seis surcos que representan los seis ejidos con que cuenta el municipio. 
Por último en la parte superior se encuentra una antorcha ardiendo que simboliza la prontitud en el desempeño de actividades y actitudes intelectuales de sus ciudadano 

### Hechos Cronológicos
1884:  Se trazó y se llevó a efecto la construcción del ramal ferrocarrilero que pasa por esta estación.
1910:  El elemento ferrocarrilero prestó su poderoso contingente a la causa de la Revolución Mexicana.
21 de diciembre de 1927:  Con el decreto de esta fecha nació el municipio de Villa Frontera.
21 de abril de 1962:  Es nominado como Ciudad Frontera.

## Geografía

### Localización

Ubicación de frontera en Coahuila.

Frontera se localiza en el centro del estado de Coahuila, en las coordenadas 101°27 '9" longitud oeste y 26°55 '36" latitud norte, a una altitud de 590 metros sobre el nivel del mar.
Limita al norte con los municipios de San Buenaventura y Abasolo; al sur con el de Castaños, al este con el de Monclova y al oeste con el municipio de Sacramento. Se localiza a una distancia aproximada de 200 kilómetros de la capital del estado.

### Extensión
Cuenta con una superficie de 456.22 kilómetros cuadrados, que representan el 0.30% del total de la superficie del estado.

### Orografía
El suelo es plano, en su mayoría surcado por lomeríos.

### Tipos de suelo
Se pueden distinguir dos tipos de suelo en el municipio:
- Xerosol.- Suelo de color claro y pobre en materia orgánica y el subsuelo es rico en arcilla o carbonatos, con baja susceptibilidad a la erosión.

- Litosol.- Suelos sin desarrollo con profundidad menor de 10 centímetros, tiene características muy variables según el material que lo forma. Su susceptibilidad a la erosión depende de la zona donde se encuentre, pudiendo ser desde moderada a alta.

En lo que respecta al uso del suelo, la mayor parte del territorio municipal es utilizado para el desarrollo pecuario, siendo menor la extensión dedicada a la producción agrícola y el área urbana. En cuanto a la tenencia de la tierra, predomina el régimen de tipo ejidal.

### Hidrografía
El arroyo Frontera se encuentra en los límites de Monclova y Frontera, así como varios arroyos de caudal intermitente, los cuales se distribuyen al poniente y al oriente de la zona conurbada de Monclova-Frontera.

### Clima
El clima en el municipio es de subtipos secos semicálidos; la temperatura media anual es de 20 a 22 °C y la precipitación media anual se encuentra en el rango de los 300 a 400 milímetros, con régimen de lluvias en los meses de mayo, junio, julio, noviembre, diciembre y enero; los vientos predominantes soplan en dirección noreste a velocidades de 14 a 28 km/hr. La frecuencia de heladas es de 20 a 40 días y granizadas de uno a dos días.
El 15 de febrero de 2021 se registró la última nevada.

### Principales ecosistemas
El ecosistema que predomina es el Semidesértico.

#### Flora y fauna
La  Flora  la constituyen plantas como agaves, palmas y chaparrales. La  Fauna  está formada por pequeñas especies de mamíferos como Tejones, Liebres, Zorros, Coyotes, junto con otras especies de menor tamaño.
| Flora y fauna de Frontera |                       |               |         |        |
|                           |                       |               |         |        |
| Roystonea regia           | Hesperoyucca whipplei | Canis latrans | Vulpini | Liebre |
|                           |                       |               |         |        |
| Meles meles               |                       |               |         |        |

### Recursos naturales
El subsuelo es rico en arcilla o carbonatos, y hay agua suficiente para abastecer a Monclova y Frontera.

## Localidades
En el Censo de 2020 el municipio de Frontera contaba con 38 localidades.
| Código INEGI      | Localidad                     | Población (2020) |
| ----------------- | ----------------------------- | ---------------- |
| 050100001         | Frontera                      | 75 242           |
| 050100176         | Diana Laura Riojas de Colosio | 2 589            |
| 050100002         | La Cruz                       | 1 905            |
| 050100005         | Ocho de Enero                 | 1 743            |
| Otras localidades | Otras localidades             | 930              |
| Total municipal   | Total municipal               | 82 409           |

## Gobierno
El municipio de Frontera cuenta con 30 localidades, de las cuales la cabecera municipal es la ciudad de Frontera.
El Presidente Municipal es la cabeza del Ayuntamiento, el cual está conformado por los siguientes regidores:
- Regidor de Hacienda, Patrimonio y Cuenta Pública
- Regidor de Atención Ciudadana
- Regidor de Seguridad Pública y Vialidad
- Regidor de Desarrollo Cívico, Educativo, Integral y Deporte
- Regidor de Alumbrado Público
- Regidor de Desarrollo Social y Participación Ciudadana
- Regidor de Desarrollo Industrial y Comercial
- Regidor de Fomento Agropecuario
- Regidor de Obras Públicas
- Regidor de Arte y Cultura
- Regidor de Ecología y Forestación
- Regidor de Limpieza
- Regidor de Salud Pública
- Síndico de Mayoría
- Síndico de Minoría

### Alcaldes de Frontera desde 1937
| Nombre                          | Período   | Partido |
| ------------------------------- | --------- | ------- |
| Camilo Ramón                    | 1937-1938 |         |
| Fermín García                   | 1939-1940 |         |
| Alberto García                  | 1941-1942 |         |
| Camilo Ramón                    | 1943-1945 |         |
| Román Pruneda G.                | 1946-1948 |         |
| Margarito Villanueva A.         | 1949-1951 |         |
| Benito Flores C.                | 1952-1954 |         |
| Matías Flores Sierra            | 1955-1957 |         |
| Santiago Rodríguez Gelacio      | 1958-1960 |         |
| Gonzalo González Aguirre        | 1961-1963 |         |
| Arnulfo Pérez Peña              | 1964-1966 |         |
| Esteban Eagleston de la Cerna   | 1967-1969 |         |
| Sabino Medina Muñoz             | 1970-1972 |         |
| Gilberto Asís Castellanos       | 1973-1975 |         |
| José Jamín García               | 1976-1978 |         |
| Faro Tovar Belmares             | 1979-1981 |         |
| José de la Luz Cerda Martínez   | 1982-1984 |         |
| Rogelio Castillo García         | 1985-1987 |         |
| Francisco Vara González         | 1988-1990 |         |
| Moisés Antonio Asís Siller      | 1991-1993 |         |
| Abelardo Siller González        | 1994-1996 |         |
| Manuel Cutberto Solís Oyervides | 1997-1999 |         |
| Esteban Martínez Díaz           | 2000-2002 |         |
| Mario Dávila Delgado            | 2003-2005 |         |
| Rogelio Ramos Sánchez           | 2006-2008 |         |
| Mario Alberto Martínez Valadez  | 2008-2009 |         |
| Jesús Ríos Alvarado             | 2010-2013 |         |
| Amador Moreno López             | 2014-2017 |         |
| Florencio Siller Linaje         | 2018      |         |
| Florencio Siller Linaje         | 2019-2021 |         |
| Roberto Clemente Piña Amaya     | 2022-2024 |         |

### Alcaldes por partido
| Partido | Partido                              | Periodo                                      | Número de Alcaldes |
| ------- | ------------------------------------ | -------------------------------------------- | ------------------ |
|         | Partido Nacional Revolucionario      | 1937-1938                                    | 1                  |
|         | Partido de la Revolución Mexicana    | 1939-1945                                    | 3                  |
|         | Partido Revolucionario Institucional | 1946-1984 1988-1996 2000-2002 2006-2013 2018 | 21                 |
|         | Partido Acción Nacional              | 1985-1987 1997-1999 2003-2005 2014-2017      | 4                  |
| Total   | Total                                | Total                                        | 28                 |

## Hermanamientos
Ciudad Frontera tiene las siguientes ciudades hermanas:
- Saltillo, México (2020).[10]